# Daniel Block

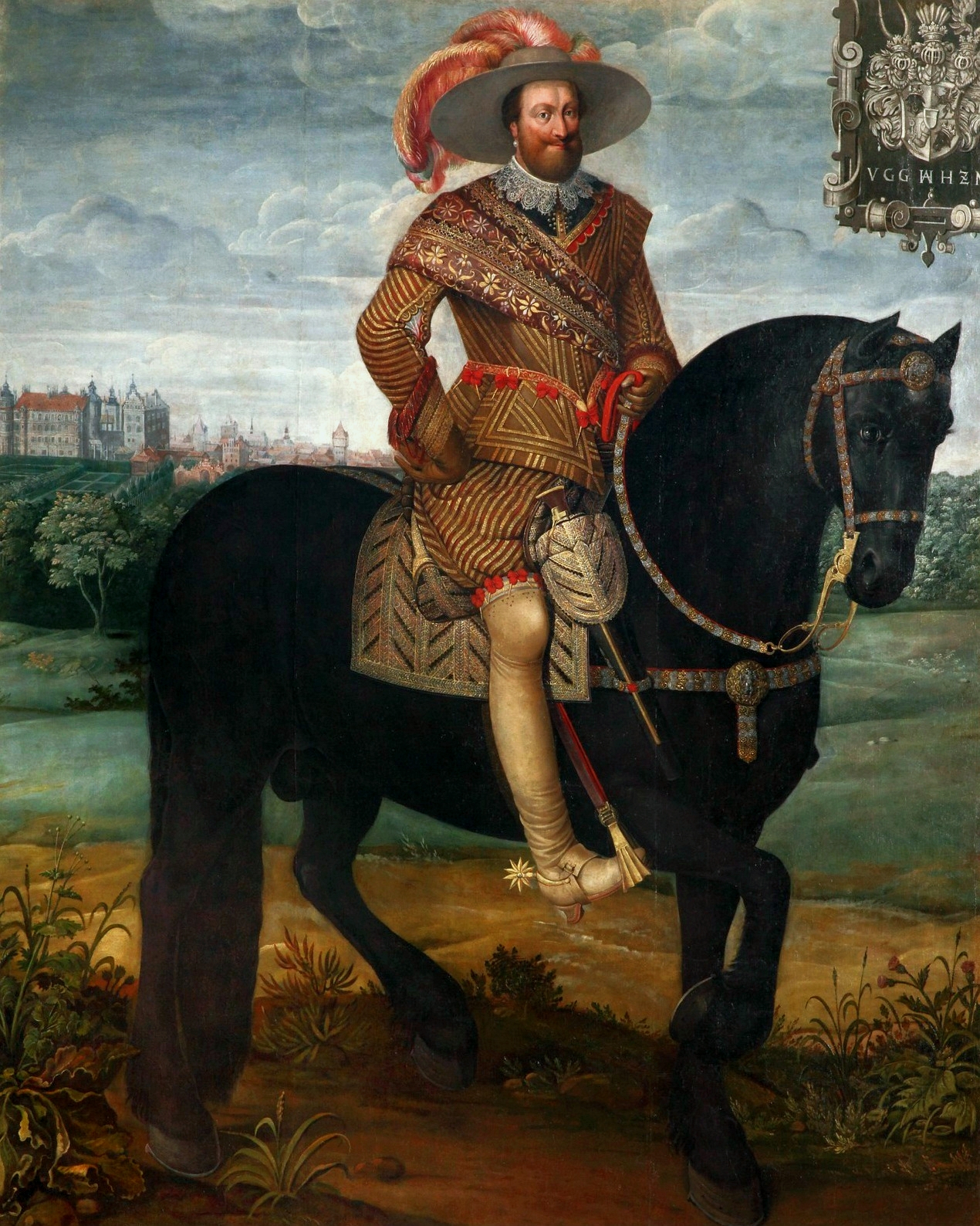
Johan Albrecht II van Mecklenburg-Schwerin (Daniel Block)

Daniel Block (Stettin, 1580 - Rostock, 1660) was een Duitse kunstschilder.
Daniel Block was de zoon van Martin Block, een koopman die geboren was in Utrecht en overleed in Stettin. Daniel Block had vier zonen, waarvan er drie – Emanuel, Adolf, en Benjamin – uitgroeiden tot kunstenaars. Zijn zoon Daniel Friedrich koos een kerkelijke loopbaan en werd kanunnik.
Volgens de kunsthistoricus Joachim von Sandrart werd Daniel Block in 1593 opgeleid door Jakob Scher (of Scherer) in Danzig. Dit legde de basis voor een succesvolle carrière als hofschilder. In 1609 begon Block zijn lange dienstverband aan het hof van de hertogen van Mecklenburg, waar hij meer dan 25 jaar werkzaam zou blijven. Gedurende deze periode werkte hij in verschillende steden, zoals Schwerin, Lübeck en Slot Gottorf. Zijn activiteiten strekten zich uit tot aan de hoven in Kopenhagen, Malmö en Nykøbing Falster.
Block kende in 1651 een tragisch keerpunt toen hij al zijn bezittingen verloor door plunderende troepen, en hij ternauwernood zijn leven wist te redden door naar Rostock te vluchten. Hij zou daar uiteindelijk tot zijn dood in 1660 blijven. 
Block was een meester in portret- en historiestukken. Hij gaf zijn vaardigheden op zijn beurt door aan zijn zoon, Benjamin Block, die ook een prominent schilder werd. 
Daniel Block overleed op 80-jarige leeftijd in Rostock.
- Gemeinsame Normdatei: 135549612
- International Standard Name Identifier: 0000 0000 6686 1066
- RKD-Nederlands Instituut voor Kunstgeschiedenis: 346083
- Union List of Artist Names: 500043684
- Virtual International Authority File: 18442564
- WorldCat: E39PBJwhBwkmwVMj6qGghwtqcP